# Liste der Mitglieder des Landtages (Freistaat Schaumburg-Lippe) (6. Wahlperiode)
Diese Liste gibt einen Überblick über alle Mitglieder des Landtages des Freistaates Schaumburg-Lippe in der 6. Wahlperiode (1933).
- Wilhelm Behrens, SPD (ausgeschieden 1933)
- Heinrich Deerberg, SPD (eingetreten im April 1933)
- Karl Dreier, NSDAP (ausgeschieden im Mai 1933)
- Fritz Hamelberg, NSDAP (eingetreten am 3. April 1933)
- Marie Kreft, SPD
- Heinrich Kuckuck, NSDAP (eingetreten im Mai 1933 für Abg. Karl Dreier)
- Wilhelm Kuhlmann, SPD (ausgeschieden 1933)
- Adolf Manns, NSDAP
- Friedrich Mensching, NSDAP
- Heinrich Ohlhorst, SPD (ausgeschieden 1933)
- Franz Reuther, SPD (ausgeschieden am 21. April 1933)
- Eberhard Schade, NSDAP
- Friedrich Schirmer, SPD (eingetreten im April 1933)
- Wolrad Schwertfeger, Kampffront Schwarz-Weiß-Rot
- Wilhelm Senne, SPD (eingetreten im April 1933)
- Kurt Unger, NSDAP
- Friedrich Wahrenburg, SPD (eingetreten im April 1933)